# Live the End
Live the End är Last Days of Aprils andra EP, utgiven 2004. "Live the End" finns tidigare utgiven på studioalbumet If You Lose It (2004), medan övriga spår är tidigare outgivna.

## Låtlista
Alla låtar är skrivna av Karl Larsson.
1. "Live the End" - 4:15
2. "It's on Me" - 2:25
3. "Live the End" (demoversion) - 3:43

## Medverkande musiker
Siffrorna inom parentes indikerar låtnummer.
- Karl Larsson - sång, gitarr
- Mathias Oldén - bas (1-2)
- Per Nordmark - percussion (1-2)